# 1. Tennis-Bundesliga (Herren 30) 2019
Die 1. Tennis-Bundesliga der Herren 30 wurde 2019 zum 16. Mal ausgetragen, mit einer Aufteilung in die beiden Gruppen Nord und Süd. Die Deutsche Meisterschaft wurde in einem Finale zwischen den beiden Staffelsiegern ermittelt.
Die Spiele der Gruppenphase wurden an insgesamt sieben Spieltagen von Juni bis Juli 2019 ausgetragen. Das Finale fand am 27. Juli 2019 auf der Anlage des Buschhausener TC statt.
Deutscher Meister wurde der Buschhausener TC. Im Norden stiegen die Mannschaften des TC Blau-Weiss Berlin und des letztjährigen Meisters TC Raadt, der seine Mannschaft während der Saison zurückzog, und im Süden die Mannschaften des SC SAFO Frankfurt und des Wiesbadener THC ab.

## Spieltage und Mannschaften
Die Spiele wurden jeweils Samstag um 12:00 Uhr ausgetragen.
| 1. Spieltag: Sa. 1. Juni 2019, 12:00 Uhr  |
| 2. Spieltag: Sa. 8. Juni 2019, 12:00 Uhr  |
| 3. Spieltag: Sa. 15. Juni 2019, 12:00 Uhr |
| 4. Spieltag: Sa. 29. Juni 2019, 12:00 Uhr |
| 5. Spieltag: Sa. 6. Juli 2019, 12:00 Uhr  |
| 6. Spieltag: Sa. 13. Juli 2019, 12:00 Uhr |
| 7. Spieltag: Sa. 20. Juli 2019, 12:00 Uhr |

| Mannschaften Nord                |
| -------------------------------- |
| Buschhausener TC (A)             |
| TV Espelkamp-Mittwald            |
| Kölner THC Stadion Rot-Weiss (A) |
| RTHC Bayer Leverkusen            |
| Uhlenhorster HC (A)              |
| TC 1899 Blau-Weiss Berlin (A)    |
| TC Raadt e. V. Mülheim (M)       |

| Mannschaften Süd     |
| -------------------- |
| STK Garching (A)     |
| MTTC Iphitos München |
| ST Lohfelden         |
| TC Großhesselohe     |
| TC Dachau            |
| SC SAFO Frankfurt    |
| Wiesbadener THC (A)  |

## Finalrunde
Im Finale standen sich die Mannschaften des Buschhausener TC als Meister der Staffel Nord und des STK Garching als Meister der Staffel Süd gegenüber. Buschhausen konnte die Meisterschaft bereits nach fünf gewonnenen Einzeln erringen, die drei Doppelbegegnungen musste nicht mehr ausgetragen werden.
| Heim             | Auswärts     | Matches | Sätze | Spiele |
| ---------------- | ------------ | ------- | ----- | ------ |
| Buschhausener TC | STK Garching | 7:2     | 14:4  | 90:47  |

## 1. Tennis-Bundesliga (Herren 30) Nord

### Abschlusstabelle
|     | Mannschaft                       | Begegnungen   | Punkte | Matches | Sätze | Spiele  |
| --- | -------------------------------- | ------------- | ------ | ------- | ----- | ------- |
| 01. | Buschhausener TC (A)             | 5             | 10:0   | 32:13   | 70:29 | 476:307 |
| 02. | TV Espelkamp-Mittwald            | 5             | 6:4    | 28:17   | 61:37 | 443:327 |
| 03. | Kölner THC Stadion Rot-Weiss (A) | 5             | 6:4    | 26:19   | 59:44 | 445:369 |
| 04. | RTHC Bayer Leverkusen            | 5             | 6:4    | 21:24   | 44:53 | 348:422 |
| 05. | Uhlenhorster HC (A)              | 5             | 2:8    | 18:27   | 41:61 | 370:446 |
| 06. | TC 1899 Blau-Weiss Berlin (A)    | 5             | 0:10   | 10:35   | 26:77 | 284:495 |
| 07. | TC Raadt e. V. Mülheim (M)       | zurückgezogen |        |         |       |         |

(M) – amtierender Deutscher Meister der Herren 30

(A) – Aufsteiger aus der Tennis-Regionalliga

### Mannschaftskader
| Pos. | Name               |
| ---- | ------------------ |
| 1    | Gilles Müller      |
| 2    | Antonio Šančić     |
| 3    | Antonio Veić       |
| 4    | Ivan Bjelica       |
| 5    | Maxime Braeckman   |
| 6    | Andis Juška        |
| 7    | Thimo Van der Lecq |
| 8    | Boy Wijnmalen      |
| 9    | Laurent Montoisy   |
| 10   | Mike Scheidweiler  |
| 11   | Daniel Fioravanti  |
| 12   | Björn Vermöhlen    |
| 13   | Thorben Hielscher  |
| 14   | Alexander Glowacz  |

| Pos. | Name                 |
| ---- | -------------------- |
| 1    | Josselin Ouanna      |
| 2    | Grégoire Burquier    |
| 3    | Éric Prodon          |
| 4    | Enrico Burzi         |
| 5    | Jose Checa-Calvo     |
| 6    | Michael Lammer       |
| 7    | Andreas Thivessen    |
| 8    | Franz Stauder        |
| 9    | Jan-Henrik Langhorst |
| 10   | Mirko Sasse          |
| 11   | Tobias Löhbrink      |
| 12   | Tobias Wolter        |
| 13   | Niklas Kemper        |
| 14   |                      |

| Pos. | Name                       |
| ---- | -------------------------- |
| 1    | Filip Prpic                |
| 2    | Giulio Di Meo              |
| 3    | Giuseppe Menga             |
| 4    | Daniel Caracciolo          |
| 5    | Philipp Born               |
| 6    | Thomas Olschewski          |
| 7    | Lars Weyen                 |
| 8    | Dennis Ehrlich             |
| 9    | Stefan Kirsch              |
| 10   | Anish Thomas Pulickal      |
| 11   | Simon Jäger                |
| 12   | Bastian Schmitz            |
| 13   | Alexander Duckwitz         |
| 14   | Ricardo-Emanuel Fischnaler |

| Pos. | Name                  |
| ---- | --------------------- |
| 1    | Alessio di Mauro      |
| 2    | Francesco Aldi        |
| 3    | Matteo Volante        |
| 4    | Giancarlo Petrazzuolo |
| 5    | Martijn van Haasteren |
| 6    | Romano Frantzen       |
| 7    | Benjamin Kohllöffel   |
| 8    | Arnd Caspari          |
| 9    | Sascha Schewiola      |
| 10   | Volker Kaupert        |
| 11   | Daniel Rheydt         |
| 12   | Andreas Speer         |
| 13   | Christian Meier       |
| 14   | Carsten Hoffmann      |

| Pos. | Name               |
| ---- | ------------------ |
| 1    | Jacob Adaktusson   |
| 2    | Nicklas Timfjord   |
| 3    | Johan Brunström    |
| 4    | Michael Stich      |
| 5    | Jan Greve          |
| 6    | Florian Rathmann   |
| 7    | Sebastian Schlüter |
| 8    | Ulrich Tippenhauer |
| 9    | Tim Helge Sutor    |
| 10   | Daniel Lüken       |
| 11   | Konstantin Krüger  |
| 12   | Jörg Sutor         |
| 13   | Oliver Vogt        |
| 14   | Sebastian Grantz   |

| Pos. | Name                    |
| ---- | ----------------------- |
| 1    | Laurent Recouderc       |
| 2    | Marius Fyrstenberg      |
| 3    | Ryler De Heart          |
| 4    | David Canudas-Fernandez |
| 5    | Baptiste Dupuy          |
| 6    | Andrzej Mach            |
| 7    | Teddy Mebounou          |
| 8    | Felix Dippner           |
| 9    | Jens Woloszczak         |
| 10   | Philipp Blank           |
| 11   | Henryk Seeger           |
| 12   | Jannik Freimuth         |
| 13   | Kristof Martin          |
| 14   | Maximilian Roloff       |

| Pos. | Name               |
| ---- | ------------------ |
| 1    | Igor Sijsling      |
| 2    | Kristof Vliegen    |
| 3    | Andrei Golubew     |
| 4    | Boy Westerhof      |
| 5    | David Marrero      |
| 6    | Stefan Wauters     |
| 7    | Carlos Poch Gradin |
| 8    | Dominique Coene    |
| 9    | Michel Koning      |
| 10   | Peter-Robert Hodel |
| 11   | Alexander Blom     |
| 12   | Remco Pondman      |
| 13   | Floris Kilian      |
| 14   | Ivaylo Trifonov    |

### Ergebnisse
| Datum/Uhrzeit            | Heimmannschaft               | Gastmannschaft               | Matches                   | Sätze         | Spiele        |
| ------------------------ | ---------------------------- | ---------------------------- | ------------------------- | ------------- | ------------- |
| Sa., 1. Juni 2019 12:00  | Kölner THC Stadion Rot-Weiss | TC 1899 Blau-Weiss Berlin    | 07:02                     | 16:06         | 102:63        |
| Sa., 1. Juni 2019 12:00  | Uhlenhorster HC Hamburg      | TC Raadt 1                   | zurückgezogen             | zurückgezogen | zurückgezogen |
| Sa., 1. Juni 2019 12:00  | TV Espelkamp-Mittwald 1      | RTHC Bayer Leverkusen        | 04:05                     | 10:10         | 90:73         |
| Sa., 8. Juni 2019 12:00  | TC 1899 Blau-Weiss Berlin    | TV Espelkamp-Mittwald 1      | 01:08                     | 02:17         | 39:103        |
| Sa., 8. Juni 2019 12:00  | TC Raadt 1                   | Buschhausener TC 1           | zurückgezogen             | zurückgezogen | zurückgezogen |
| Sa., 8. Juni 2019 12:00  | Uhlenhorster HC Hamburg      | RTHC Bayer Leverkusen        | 03:06                     | 06:13         | 76:91         |
| Sa., 15. Juni 2019 12:00 | TV Espelkamp-Mittwald 1      | Kölner THC Stadion Rot-Weiss | 06:03                     | 13:07         | 96:72         |
| Sa., 15. Juni 2019 12:00 | Buschhausener TC 1           | Uhlenhorster HC Hamburg      | 05:04                     | 11:09         | 86:75         |
| Sa., 15. Juni 2019 12:00 | RTHC Bayer Leverkusen        | TC 1899 Blau-Weiss Berlin    | 07:02                     | 15:05         | 104:50        |
| Sa., 29. Juni 2019 12:00 | TC Raadt 1                   | Kölner THC Stadion Rot-Weiss | zurückgezogen             | zurückgezogen | zurückgezogen |
| Sa., 29. Juni 2019 12:00 | Buschhausener TC 1           | TV Espelkamp-Mittwald 1      | 07:02                     | 16:05         | 102:57        |
| Sa., 29. Juni 2019 12:00 | TC 1899 Blau-Weiss Berlin    | Uhlenhorster HC Hamburg      | 02:07                     | 07:16         | 73:100        |
| Sa., 6. Juli 2019 12:00  | Kölner THC Stadion Rot-Weiss | Buschhausener TC 1           | 02:07                     | 05:15         | 67:101        |
| Sa., 6. Juli 2019 12:00  | RTHC Bayer Leverkusen        | TC Raadt 1                   | zurückgezogen             | zurückgezogen | zurückgezogen |
| Sa., 6. Juli 2019 12:00  | Uhlenhorster HC Hamburg      | TV Espelkamp-Mittwald 1      | 01:08                     | 02:16         | 41:97         |
| Sa., 13. Juli 2019 12:00 | Kölner THC Stadion Rot-Weiss | Uhlenhorster HC Hamburg      | 06:03                     | 14:08         | 99:78         |
| Sa., 13. Juli 2019 12:00 | Buschhausener TC 1           | RTHC Bayer Leverkusen        | 07:02                     | 15:04         | 101:49        |
| Sa., 13. Juli 2019 12:00 | TC Raadt 1                   | TC 1899 Blau-Weiss Berlin    | TC 1899 Blau-Weiss Berlin |               |               |
| Sa., 20. Juli 2019 12:00 | TC 1899 Blau-Weiss Berlin    | Buschhausener TC 1           | 03:06                     | 06:13         | 59:86         |
| Sa., 20. Juli 2019 12:00 | RTHC Bayer Leverkusen        | Kölner THC Stadion Rot-Weiss | 01:08                     | 02:17         | 31:105        |
| Sa., 20. Juli 2019 12:00 | TV Espelkamp-Mittwald 1      | TC Raadt 1                   | zurückgezogen             | zurückgezogen | zurückgezogen |

## 1. Tennis-Bundesliga (Herren 30) Süd

### Abschlusstabelle
|     | Mannschaft           | Begegnungen | Punkte | Matches | Sätze | Spiele  |
| --- | -------------------- | ----------- | ------ | ------- | ----- | ------- |
| 01. | STK Garching (A)     | 6           | 12:0   | 40:14   | 89:35 | 578:376 |
| 02. | MTTC Iphitos München | 6           | 8:4    | 26:28   | 58:63 | 448:487 |
| 03. | ST Lohfelden         | 6           | 6:6    | 32:22   | 72:52 | 517:434 |
| 04. | TC Großhesselohe     | 6           | 6:6    | 27:27   | 58:59 | 475:483 |
| 05. | TC Dachau            | 6           | 6:6    | 23:31   | 51:69 | 421:502 |
| 06. | SC SAFO Frankfurt    | 6           | 4:8    | 30:24   | 66:60 | 514:468 |
| 07. | Wiesbadener THC (A)  | 6           | 0:12   | 11:43   | 32:88 | 355:558 |

(M) – amtierender Deutscher Meister der Herren 30

(A) – Aufsteiger aus der Tennis-Regionalliga

### Mannschaftskader
| Pos. | Name                           |
| ---- | ------------------------------ |
| 1    | Aristotelis Mouratoglou        |
| 2    | Alexander Satschko             |
| 3    | Christian Magg                 |
| 4    | Patrick Schmölzer              |
| 5    | Andreas Fasching               |
| 6    | Joao Gabriel Weinberg Carvalho |
| 7    | Felix Hutt                     |
| 8    | Maximilian Schmuck             |
| 9    | Nikolas Holzen                 |
| 10   | Oliver Jöhl                    |
| 11   | Florian Graßl                  |
| 12   | Marco Mader                    |
| 13   | Stefan Knapp                   |
| 14   | Christian Blankl               |

| Pos. | Name              |
| ---- | ----------------- |
| 1    | Albert Montañés   |
| 2    | Ludovic Walter    |
| 3    | Kristian Pless    |
| 4    | Richard Malobicky |
| 5    | Lars Uebel        |
| 6    | Benedikt Dorsch   |
| 7    | Filip Fichtel     |
| 8    | Björn Krenzer     |
| 9    | Uli Kiendl        |
| 10   | Fabian Ziemer     |
| 11   | Stephan Fehske    |
| 12   | Christian Posch   |
| 13   | Christoph Hübler  |
| 14   | Fabian Schmid     |

| Pos. | Name              |
| ---- | ----------------- |
| 1    | Martin Slanar     |
| 2    | Adrians Zguns     |
| 3    | Rok Jarc          |
| 4    | Christopher Amend |
| 5    | Martin Kares      |
| 6    | Martin Boulnois   |
| 7    | Timo Goebel       |
| 8    | Christoph Bühren  |
| 9    | Alexander Kunick  |
| 10   | Mirco Wenderoth   |
| 11   | Julian Aust       |
| 12   | Thomas Hertha     |
| 13   | Eike Goebel       |
| 14   |                   |

| Pos. | Name                |
| ---- | ------------------- |
| 1    | Maximilian Wimmer   |
| 2    | Emanuel Fraitzl     |
| 3    | Thomas Schiessling  |
| 4    | Martin Wetzel       |
| 5    | Christopher Kas     |
| 6    | Tobias Tritsch      |
| 7    | Sven Weyen          |
| 8    | Dominik Hansen      |
| 9    | Jan Hansen          |
| 10   | Ģirts Dzelde        |
| 11   | Benedikt Eger       |
| 12   | Moritz Trüg         |
| 13   | Benedikt Nürnberger |
| 14   | Thomas Vogl         |

| Pos. | Name                  |
| ---- | --------------------- |
| 1    | Michail Kukuschkin    |
| 2    | Tommy Haas            |
| 3    | Marek Semjan          |
| 4    | Michal Schmid         |
| 5    | Igor Zelenay          |
| 6    | Dariusz Lipka         |
| 7    | Benjamin Ringlstetter |
| 8    | Aleksandar Bajin      |
| 9    | Peter Schuster        |
| 10   | Manuel Ringlstetter   |
| 11   | Peter Zick            |
| 12   | Gaetano Marrone       |
| 13   | Sandro Costa          |
| 14   |                       |

| Pos. | Name             |
| ---- | ---------------- |
| 1    | Julien Maes      |
| 2    | Alexandre Renard |
| 3    | Charles Roche    |
| 4    | Bostjan Osabnik  |
| 5    | Tom Pütz         |
| 6    | Florian Halb     |
| 7    | Jens Helfferich  |
| 8    | Benjamin Martin  |
| 9    | Julian Bley      |
| 10   | Mark Reinhard    |
| 11   | Patrick Groß     |
| 12   | Moritz Szelzki   |
| 13   | Marco Blohm      |
| 14   |                  |

| Pos. | Name               |
| ---- | ------------------ |
| 1    | Andre Straka       |
| 2    | Daniel Klockenhoff |
| 3    | Artemii Chernenko  |
| 4    | Vladyslav Klymenko |
| 5    | Marco Laspe        |
| 6    | Ralf Sillus        |
| 7    | Daniel Klein       |
| 8    | Sebastian Pitz     |
| 9    | Philip Maurer      |
| 10   | Oliver Gaberle     |
| 11   | Tim-Oliver Kalker  |
| 12   | Djerald Oganezov   |
| 13   | Malte Rudat        |
| 14   | Daniel Wartenberg  |

### Ergebnisse
| Datum/Uhrzeit            | Heimmannschaft       | Gastmannschaft       | Matches | Sätze | Spiele |
| ------------------------ | -------------------- | -------------------- | ------- | ----- | ------ |
| Sa., 1. Juni 2019 12:00  | ST Lohfelden         | Wiesbadener THC      | 06:03   | 14:09 | 93:76  |
| Sa., 1. Juni 2019 12:00  | TC Großhesselohe     | SC SaFo Frankfurt    | 05:04   | 11:08 | 84:78  |
| Sa., 1. Juni 2019 12:00  | MTTC Iphitos München | STK Garching         | 00:09   | 02:18 | 54:106 |
| Sa., 8. Juni 2019 12:00  | Wiesbadener THC      | TC Großhesselohe     | 01:08   | 03:16 | 57:105 |
| Sa., 8. Juni 2019 12:00  | STK Garching         | TC Dachau            | 08:01   | 17:03 | 103:49 |
| Sa., 8. Juni 2019 12:00  | SC SaFo Frankfurt    | ST Lohfelden         | 05:04   | 11:10 | 90:85  |
| Sa., 15. Juni 2019 12:00 | TC Dachau            | MTTC Iphitos München | 04:05   | 09:12 | 83:94  |
| Sa., 15. Juni 2019 12:00 | TC Großhesselohe     | ST Lohfelden         | 02:07   | 06:14 | 69:95  |
| Sa., 15. Juni 2019 12:00 | SC SaFo Frankfurt    | STK Garching         | 04:05   | 09:14 | 85:104 |
| Sa., 29. Juni 2019 12:00 | TC Dachau            | Wiesbadener THC      | 07:02   | 14:05 | 91:53  |
| Sa., 29. Juni 2019 12:00 | ST Lohfelden         | MTTC Iphitos München | 03:06   | 08:12 | 81:84  |
| Sa., 29. Juni 2019 12:00 | STK Garching         | TC Großhesselohe     | 06:03   | 15:06 | 103:65 |
| Sa., 6. Juli 2019 12:00  | Wiesbadener THC      | STK Garching         | 02:07   | 05:14 | 57:89  |
| Sa., 6. Juli 2019 12:00  | MTTC Iphitos München | SC SaFo Frankfurt    | 05:04   | 12:09 | 77:68  |
| Sa., 6. Juli 2019 12:00  | TC Großhesselohe     | TC Dachau            | 04:05   | 08:11 | 73:80  |
| Sa., 13. Juli 2019 12:00 | Wiesbadener THC      | MTTC Iphitos München | 03:06   | 08:12 | 70:69  |
| Sa., 13. Juli 2019 12:00 | TC Dachau            | SC SaFo Frankfurt    | 05:04   | 11:11 | 76:82  |
| Sa., 13. Juli 2019 12:00 | STK Garching         | ST Lohfelden         | 05:04   | 11:10 | 73:66  |
| Sa., 20. Juli 2019 12:00 | SC SaFo Frankfurt    | Wiesbadener THC      | 09:00   | 18:02 | 111:42 |
| Sa., 20. Juli 2019 12:00 | MTTC Iphitos München | TC Großhesselohe     | 04:05   | 08:11 | 70:79  |
| Sa., 20. Juli 2019 12:00 | ST Lohfelden         | TC Dachau            | 08:01   | 16:03 | 97:42  |